# Otto von Schuckmann
August Kaspar Nikolaus Otto Freiherr von Schuckmann (* 4. Juni 1859 auf Schloss Auras; † 23. November 1926 in Battinsthal) war ein deutscher Verwaltungsbeamter und Rittergutsbesitzer.

## Leben
Otto von Schuckmann war Sohn des Kammerherrn und Landesältesten auf Schloss Auras Freiherrn August von Schuckmann und der Angelika geb. von Frankenberg-Lüttwitz. Seine Schwester Clara Johanna Therese Angelika (* 1. November 1860) war mit dem Landrat Günther von Sydow verheiratet.
Nach dem Besuch der Klosterschule Roßleben studierte er an der Rheinischen Friedrich-Wilhelms-Universität Bonn und der Schlesischen Friedrich-Wilhelms-Universität Breslau Rechts- und Kameralwissenschaften. 1880 wurde er Mitglied des Corps Borussia Bonn. Nach dem Studium trat er in den preußischen Staatsdienst ein. Von 1895 bis 1920 war er Landrat des Kreises Steinau und Rittmeister der Landwehr-Kavallerie. Er war Herr auf Battinsthal im Landkreis Randow. Aus der Ehe mit Katharina von Korn gingen eine Tochter und zwei Söhne hervor.

## Auszeichnungen
- Ernennung zum Geheimen Regierungsrat (1915)